# Freddy Grisales
Freddy Indurley Grisales (Medellín, 22 settembre 1975) è un ex calciatore colombiano, di ruolo centrocampista.

## Carriera

### Club
Dopo aver fatto il suo debutto nell'Atlético Nacional passa per un breve tempo agli argentini del San Lorenzo de Almagro; successivamente troverà posto in squadre come l'Deportivo Independiente Medellín e il Barcellona Guayaquil, prima di passare al Club Atlético Colón e successivamente all'Independiente. Ha poi passato un periodo in Colombia. Si è ritirato alla fine del 2009.

### Nazionale
Conta 36 presenze con 6 gol nella Nazionale di calcio colombiana, con cui ha vinto la Copa América 2001.

## Palmarès

### Club

#### Competizioni nazionali
- Campionato colombiano: 1

Atlético Nacional: 1999

#### Competizioni internazionali
- Coppa Merconorte: 1

Atlético Nacional: 2000

### Nazionale
- Coppa America: 1

Colombia 2001

### Individuale
- Equipo Ideal de América: 1

2002